# Tetraschistis aerogramma
Tetraschistis aerogramma är en fjärilsart som beskrevs av Edward Meyrick 1937. Tetraschistis aerogramma ingår i släktet Tetraschistis och familjen mott. Inga underarter finns listade i Catalogue of Life.